# Camping queens
Camping queens är ett TV-program där man följer Tony Irving och Jonas Hallberg på husbilssemester i Sverige. Första programmet sändes 1 mars 2016 i Sjuan.  I varje program besöker de en ny plats i Sverige och träffar personer som de umgås med. 
I första säsongen besökte de Fjällbacka, Sörmland, Stockholms skärgård, Skåne,, Gotland, och svenska fjällen. De träffade bland annat Camilla Läckberg, Simon Sköld, Anna Book, Noppe Lewenhaupt, Mia Törnblom, Gert Fylking. Olle Jönsson,, Martina Bonnier, Tess Merkel, Kenny Solomon, Caroline Winberg och Lars Wallin.
Under sommaren 2016 spelas en andra säsongen in där Tony skadades inspelningen av ett avsnitt och hamnade på sjukhus.